# Joventut Socialista de Catalunya

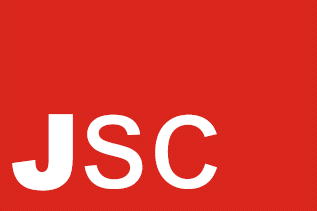
Logotip us (2005) de la Joventut Socialista de Catalunya

La Joventut Socialista de Catalunya (JSC) és l'organització política juvenil sorgida l'any 1978 del procés unitari de les tres organitzacions juvenils del socialisme democràtic preexistents a Catalunya: el Moviment de Joves Socialistes de Catalunya (MJSC), el Moviment de les Joventuts Socialistes de Catalunya (MJSC també) i les Joventuts Socialistes de Catalunya (FC-JSE). Aquestes organitzacions estaven vinculades, respectivament, al Partit Socialista de Catalunya-Congrés (PSC-C), al Partit Socialista de Catalunya-Reagrupament (PSC-R), i a la Federació Catalana del PSOE (FSC-PSOE).

## Història
El Congrés d'Unitat tingué lloc els dies 7 i 8 d'octubre de 1978. El dia 7 les tres organitzacions juvenils esmentades varen celebrar els seus respectius congressos de dissolució, als locals de la Unió General de Treballadors (UGT), i el dia 8 se celebrà el congrés que donà lloc a la JSC, als locals de l'Orfeó de Sants. A aquest Congrés hi assistiren 100 delegats del Moviment de Joves Socialistes de Catalunya, 100 delegats de la Federació Catalana de les JSE i 50 delegats del Moviment de les Joventuts Socialistes de Catalunya. Hi assistiren representants del recentment fundat Partit dels Socialistes de Catalunya (PSC), de la Unió General de Treballadors, de les Juventudes Socialistas de España, de les Joventuts Socialistes del País Valencià, de les Illes, d'Euskadi i de Galícia, així com representants del Moviment de Joves Socialistes de França (MJS), de la Federació de Joves Socialistes d'Itàlia (FGSI), de la Joventut Socialista de Xile (JS), de les Joventuts Socialistes de l'Uruguai, del Front Sandinista d'Alliberament Nacional (FSLN), de la Lliga de Joventuts Socialistes Iugoslaves i de la Unió Internacional de Joventuts Socialistes (IUSY).
El seu Primer Secretari, escollit al Congrés d'Unitat de la Joventut Socialista de Catalunya (JSC), va ser Jordi Casanova i Roca. La JSC fou liderada durant una dècada (1981-1991), pel que ha estat fins al moment el seu dirigent més destacat, Xavier Soto i Cortés, que fou elegit diputat del PSC al Congrés dels Diputats quan comptava amb 22 anys, renuncià a l'escó per presentar-se a les eleccions autonòmiques de 1984 a la candidatura del PSC. Durant els seus successius mandats com a Primer Secretari de la JSC, impulsà notablement la JSC, que exercí una influència destacable en el disseny de les polítiques de joventut locals. Així mateix, contribuí a l'acord per fer de l'Associació de Joves Estudiants de Catalunya (AJEC), el sindicat estudiantil on hi convisqueren socialistes, independents i comunistes fins a l'escissió d'aquests darrers.
La JSC es mostrà partidària del NO en el referèndum sobre la sortida de l'OTAN celebrat l'any 1986, i feu campanya activa per convèncer els ciutadans d'aquesta opció, circumstància que va ocasionar un conflicte important amb el PSC, que malgrat haver estat majoritàriament pel vot negatiu, es va veure forçat a fer campanya pel SÍ en haver estat derrotades per estret marge les seves tesis en l'anterior Congrés Federal del PSOE.
A Xavier Soto el succeí Joan Ignasi Elena i Garcia en la Primera Secretaria de la JSC, i a aquest Iñaki Guerrero, María Freiría, Juan Manuel Jaime i Víctor Francos. El XII Congrés Nacional de la JSC se celebrà els dies 1 i 2 d'abril de 2006, a Barcelona, i durant el transcurs del mateix s'elegí Raül Moreno com a Primer Secretari, al mateix temps que s'aprovà una resolució per la refundació del moviment socialista juvenil català.
La JSC és membre fundador del Consell Nacional de la Joventut de Catalunya (1980) i del Consell de la Joventut de Barcelona (1980) CJB i va participar activament durant la Transició en els organismes que el van precedir, la Taula de Joves de Catalunya (1976-1980) i la Taula de Joves de Barcelona (1978-1979).
La vida interna de la JSC ha estat sempre marcada per notables dissensions internes i congressos conflictius, tant per qüestions ideològiques com de concepció organitzativa. Malgrat això, la JSC sempre ha estat una de les principals organitzacions polítiques juvenils del país, tant en nombre d'afiliats, com per la seva presència al món municipal, amb centenars de regidors als ajuntaments catalans. Al Parlament de Catalunya a més de l'etapa on la JSC va ser representada per Xavier Soto, també va tenir representació en el període des de 1999 fins al 2006 amb el parlamentari Juan Manuel Jaime.

## La JSC: l'últim període
El XIII Congrés, celebrat a Viladecans els dies 27, 28 i 29 de març del 2009, va elegir com a Primer Secretari Javier López, que fins aleshores havia estat Primer Secretari de la Federació de Barcelona de la JSC, per una àmplia majoria entre els delegats i delegades socialistes, i la badalonina Aroa Arauzo com a secretària d'organització, esdevenint en la primera dona que ocupa aquest càrrec en la història de la Joventut Socialista de Catalunya.
En el Congrés celebrat per la Unió Internacional de Joventuts Socialistes (IUSY), a Estocolm, entre el 26 i el 28 de març de 2010, la JSC fou reconeguda com a organització membre de ple dret.

## Estructura
1. òrgans a nivell nacional:
-Congrés Nacional: màxim òrgan de direcció política de la JSC. Es convoca cada 2 o 3 anys.
-Consell Nacional: màxim òrgan de direcció política entre congressos. es convoca almenys una vegada cada tres mesos.
-Comissió Executiva Nacional (CEN): actualment, 15 companys d'arreu de Catalunya. Es reuneix aproximadament cada 15 dies. Executa els acords del Congrés i Consell Nacional.
2. òrgans a nivell federació:
-Congrés de Federació: màxim òrgan de la federació. Es reuneix 60 dies després del congrés nacional.
-Consell de Federació: màxim òrgan de direcció política de la Federació entre congressos. Es reuneix cada tres mesos aproximadament.
-Comissió Executiva de Federació (CEF) es reuneix. aproximadament cada 15 dies. executa els acords del congrés de federació.
3. òrgans a nivell local:
-Assemblea d'Agrupació: màxim òrgan de decisió a nivell local. es reuneix almenys una vegada cada dos mesos.
-Comissió Executiva d'Agrupació (CEA) la formen companys triats a les assemblees d'agrupació. Es reuneix segons convingui. aplica la línia política definida pels òrgans de nivell superior.

## Simbologia
- Les seves sigles són JSC.
- El seu logotip és un puny i un estel roig dins les quatre barres (vegeu imatge 1), i també és utilitzat un quadrat roig amb les lletres JSC en color blanc.
- La seva bandera és la bandera roja amb el logotip de la JSC.
- El seu himne és La Internacional socialista.
- El seu òrgan de premsa és la publicació «Roig»